# أمين شري
أمين شرّي هو سياسي شيعي لبناني. انتخب عضوا في البرلمان في الانتخابات البرلمانية اللبنانية 2005، حيث رشحه حزب الله.
سحب حزب الله ترشيح شرّي عن المقعد الشيعي في دائرة بيروت الثانية الانتخابية في الانتخابات البرلمانية اللبنانية 2009، لصالح مرشح حركة أمل هاني قبيسي.
اتهم شري بتهديد عائلات العاملين في البنوك في لبنان عندما قررت البنوك تجميد حساب أحد أعضاء حزب الله.
هو متزوج من هدى صفا ولديه أربعة أبناء. أشرف على الأنشطة الدينية والتعليمية لحزب الله. كان رئيساً لنادي العهد الرياضي. كان عضوًا في العديد من اللجان بما في ذلك لجان التعليم والتجارة والتخطيط والإنتاج في لبنان.